# Zionsville
La ville de Zionsville est située dans le comté de Boone, dans l’État de l’Indiana, aux États-Unis. Sa population s’élevait à 14 160 habitants lors du recensement de 2010.

## Histoire
Zionsville a été établie en 1852 quand le chemin de fer a atteint la localité. Elle a été nommée d’après William Zion, un des premiers habitants.

## Source
- (en) Cet article est partiellement ou en totalité issu de l’article de Wikipédia en anglais intitulé « Zionsville, Indiana » (voir la liste des auteurs).